# Hwang Jin-sung
Hwang Jin-sung (황진성?, 黃辰成?; Seul, 5 maggio 1984) è un ex calciatore sudcoreano, di ruolo centrocampista.